# Lianghe (sockenhuvudort i Kina, Hebei Sheng, lat 38,33, long 114,16)
Lianghe är en sockenhuvudort i Kina. Den ligger i provinsen Hebei, i den norra delen av landet, omkring 260 kilometer sydväst om huvudstaden Peking. Antalet invånare är 18 069. Befolkningen består av 8 999 kvinnor och 9 070 män. Barn under 15 år utgör 21,0 %, vuxna 15-64 år 70 %, och äldre över 65 år 7,0 %.
Runt Lianghe är det tätbefolkat, med 550 invånare per kvadratkilometer. Närmaste större samhälle är Donghuishe, 10,9 km sydväst om Lianghe. Trakten runt Lianghe består till största delen av jordbruksmark.
Genomsnittlig årsnederbörd är 656 millimeter. Den regnigaste månaden är juli, med i genomsnitt 206 mm nederbörd, och den torraste är december, med 4 mm nederbörd.